# Short track ai VII Giochi asiatici invernali - 1000 metri femminili
La specialità dei 1000 metri femminili di short track dei VII Giochi asiatici invernali si è svolta il 2 febbraio 2011 al Velodromo Saryarka di Astana, in Kazakistan.

## Risultati

### Batterie

#### Gruppo 1
| Class | Atlete                 | Tempo    | Note |
| ----- | ---------------------- | -------- | ---- |
| 1     | Cho Ha-ri (KOR)        | 1:50.875 | Q    |
| 2     | Yui Sakai (JPN)        | 1:50.975 | Q    |
| 3     | Chung Hsiao-ying (TPE) | 1:51.941 |      |

#### Gruppo 2
| Class | Atlete              | Tempo    | Note |
| ----- | ------------------- | -------- | ---- |
| 1     | Liu Qiuhong (CHN)   | 1:41.626 | Q    |
| 2     | Wang Xinyue (HKG)   | 1:41.719 | Q    |
| 3     | Xeniya Motova (KAZ) | 1:42.317 |      |

#### Gruppo 3
| Class | Atlete                       | Tempo    | Note |
| ----- | ---------------------------- | -------- | ---- |
| 1     | Park Seung-hi (KOR)          | 1:47.191 | Q    |
| 2     | Biba Sakurai (JPN)           | 1:47.247 | Q    |
| 3     | Ri Won-hyang (PRK)           | 1:48.853 |      |
| 4     | Otgonbayaryn Amarzayaa (MGL) | 1:57.657 |      |

#### Gruppo 4
| Class | Atlete              | Tempo    | Note |
| ----- | ------------------- | -------- | ---- |
| 1     | Zhou Yang (CHN)     | 1:41.171 | Q    |
| 2     | Inna Simonova (KAZ) | 1:41.643 | Q    |
| 3     | Lin Wei (TPE)       | 1:41.739 |      |

### Semifinali

#### Gruppo 1
| Class | Atlete              | Tempo    | Note |
| ----- | ------------------- | -------- | ---- |
| 1     | Liu Qiuhong (CHN)   | 1:34.684 | QA   |
| 2     | Park Seung-hi (KOR) | 1:34.785 | QA   |
| 3     | Wang Xinyue (HKG)   | 1:35.412 | QB   |
| 4     | Biba Sakurai (JPN)  | 1:55.992 | QB   |

#### Gruppo 2
| Class | Atlete              | Tempo    | Note |
| ----- | ------------------- | -------- | ---- |
| 1     | Cho Ha-ri (KOR)     | 1:34.681 | QA   |
| 2     | Zhou Yang (CHN)     | 1:34.807 | QA   |
| 3     | Yui Sakai (JPN)     | 1:34.893 | QB   |
| 4     | Inna Simonova (KAZ) | 1:43.883 | QB   |

### Finali

#### Finale B
| Class | Atlete              | Tempo    |
| ----- | ------------------- | -------- |
| 1     | Yui Sakai (JPN)     | 1:39.819 |
| 2     | Biba Sakurai (JPN)  | 1:40.025 |
| 3     | Wang Xinyue (HKG)   | 1:40.365 |
| 4     | Inna Simonova (KAZ) | 1:42.687 |

#### Finale A
| Class   | Atlete              | Tempo    |
| ------- | ------------------- | -------- |
| Oro     | Park Seung-hi (KOR) | 1:33.343 |
| Argento | Cho Ha-ri (KOR)     | 1:33.622 |
| Bronzo  | Liu Qiuhong (CHN)   | 1:33.903 |
| 4       | Zhou Yang (CHN)     | 1:34.023 |